# Ludwig-Ferdinand von Friedeburg
Ludwig-Ferdinand von Friedeburg (ur. 21 maja 1924, zm. 17 maja 2010) – niemiecki oficer marynarki, najmłodszy dowódca U-Bootów Kriegsmarine podczas II wojny światowej, syn admirała Hansa-Georga von Friedeburga. Dowództwo okrętu podwodnego U-155 typu IXC objął 15 sierpnia 1944 roku, gdy ukończył 20 lat i 86 dni. Dowodził następnie U-4710 typu XXIII. Po kapitulacji Niemiec dostał się do niewoli, z której został zwolniony w 1947 roku.